# Charlotte Cynthia Barnum
Charlotte Cynthia Barnum (17 de maio, 1860 - 27 de março, 1934), matemática e ativista social, foi a primeira mulher a receber um doutorado em matemática pela Universidade de Yale.

## Juventude e educação
Charlotte Barnum nasceu em Phillipston, Massachusetts, a terceira dos quatro filhos do reverendo Samuel Weed Barnum (1820–1891) e Charlotte Betts (1823–1899). A educação era importante em sua família: dois tios haviam recebido graduação em medicina de Yale e seu pai se formara com bacharelado em Artes e bacharelado em Teologia. Seus irmãos Samuel e Thomas se graduaram em Yale, e sua irmã Clara fez a pós-graduação de Yale depois de se formar em Vassar..
Depois de se formar na Hillhouse High School em New Haven, Connecticut Charlotte frequentou o Vassar College, onde se formou em 1881. De 1881 a 1886, lecionou em uma escola preparatória para meninos, na Betts Academy, em Stanford, Connecticut e na Hillhouse High School. Ela também fez um trabalho de computação para o Observatório de Yale de 1883 a 1885 e trabalhou em uma revisão do Sistema de Mineralogia de James Dwight Dana. Charlotte foi redatora editorial do Webster's International Dictionary de 1886 a 1890, e depois ensinou astronomia no Smith College no ano letivo de 1889 a 1890.
Em 1890, Charlotte solicitou estudos de pós-graduação na Universidade Johns Hopkins, mas foi rejeitada porque não aceitavam mulheres. Ela persistiu e com o apoio de Simon Newcomb, professor de matemática e astronomia na universidade, conseguiu aprovação para participar de palestras sem matricula e sem custos. Dois anos depois, mudou-se para New Haven para cursar pós-graduação em Yale. Em 1895 ela foi a primeira mulher a receber um Ph.D. em matemática daquela instituição. Sua tese foi intitulada "Funções com Linhas ou Superfícies de Descontinuidade". A identidade de seu conselheiro não é clara no registro.

## Carreira atual
Depois de receber seu Ph.D., Charlotte Barnum ensinou no Carleton College em Northfield, Minnesota por um ano. Ela então deixou a academia, e fez trabalho de matemática e editoria civil e governamental no restante de sua carreira.
Em 1898 ingressou na Academia Americana de Atuários e até 1901 trabalhou como um computador atuarial para a Companhia de Seguros de Vida Mutual de Massachusetts, Springfield, Massachusetts e a Companhia de Seguros de Vida Mutual da Fidelity em Filadélfia, Pensilvânia.
Em 1901 mudou-se para Washington D.C. para trabalhar como um computador para o US Naval Observatory. Posteriormente, ela fez o mesmo trabalho para a divisão de marés da Pesquisa Costeira e Geodésica dos EUA até 1908 e, em 1913, foi assistente editorial na seção de pesquisa biológica do Departamento de Agricultura dos EUA.
Deixou o emprego no governo e retornou a New Haven em 1914, onde fez trabalhos editoriais para a Yale Peruvian Expeditions, o gabinete do secretário da Universidade de Yale e a Yale University Press.
A partir de 1917, trabalhou em várias organizações e instituições acadêmicas em Connecticut, Nova York e Massachusetts como editora, atuarista e professora. Durante toda a sua vida ela esteve envolvida em organizações e atividades sociais e de caridade. Em 1934, ela morreu em Middletown, Connecticut, de meningite aos setenta e três anos.

## Filiação
A primeira mulher membro do American Mathematical Society
Colaboradora, American Academy of Actuaries (AAAS)
Colaboradora, American Association for the Advancement of Science
Alumnae Membro, Vassar College Chapter of Phi Beta Kappa
Comissão Legislativa Conjunta de Mulheres (para direitos iguais)
Conferência Nacional de Caridades (agora como National Conference on Social Welfare)

## Publicações
1911: “The Girl Who Lives at Home: Two Suggestions to Trade Union Women,” (Life and Labor, Volume 1, 1911) p. 346.